# Ковыленский
Ковыленский — хутор в Обливском районе Ростовской области.
Входит в состав Обливского сельского поселения.

## География
Через хутор протекает река Берёзовая, которая после него впадает в реку Чир.

### Улицы
- ул. Лазоревая,
- ул. Полевая,
- ул. Речная,
- ул. Терновая,
- ул. Центральная.

## Население
| 2010 |
| ---- |
| 400  |